# Atletica leggera ai Giochi della XXIV Olimpiade - 100 metri piani femminili

Video della Finale

I 100 metri piani hanno fatto parte del programma femminile di atletica leggera ai Giochi della XXIV Olimpiade. La competizione si è svolta nei giorni 24-25 settembre 1988 allo Stadio olimpico di Seul.

## Presenze ed assenze delle campionesse in carica
| Competizione        | Atleta         | Prestazione | Seul 1988  |
| ------------------- | -------------- | ----------- | ---------- |
| Olimpiadi 1984      | Evelyn Ashford | 10”97       | Presente   |
| Commonwealth 1986   | Heather Oakes  | 11”20       | Non selez. |
| Goodwill Games 1986 | Evelyn Ashford | 10”91       | Presente   |
| Europei 1986        | Marlies Göhr   | 10”91       | Presente   |
| Asiatici 1986       | Lydia de Vega  | 11”53       | Presente   |
| Panamericani 1987   | Gail Devers    | 11”14       | Non qual.  |
| Africani 1987       | Tina Iheagwam  | 11”32       | Assente    |
| Mondiali 1987       | Silke Möller   | 10”90       | Presente   |

Ai Trials di Indianapolis Florence Griffith stabilisce il nuovo record del mondo con uno straordinario 10"49.

## La gara
Già nelle Batterie la statunitense Florence Griffith-Joyner migliora il record olimpico con 10"88. La velocista. Nei Quarti di finale l'ex primatista e connazionale Evelyn Ashford eguaglia il tempo al centesimo. Il record eguagliato è destinato a durare pochi minuti. Nei quarti la Griffith corre in 10"62, stabilendo ancora una volta il nuovo record olimpico.

Nella sua Semifinale la Griffith-Joyner stacca la tedesca est Drechsler di due decimi. Nell'altra si assiste all'inaspettata eliminazione di due primedonne: Silke Möller (10"86 nel 1987) e Marlies Göhr (10"81 nel 1983), sicure candidate per una medaglia.
La Finale è un monologo della Griffith-Joyner, che distanzia la seconda classificata, Evelyn Ashford, di quasi mezzo secondo. Il forte vento di 3 metri al secondo impedisce di annoverare il tempo dell'americana come nuovo record dei Giochi.

### Turni eliminatori
| 8 Batterie         | 24 settembre | 64 partenti   | Si qualificano le prime 3 + gli 8 migliori tempi. |
| 4 Quarti di finale | 24 settembre | 8 + 8 + 8 + 8 | Si qualificano le prime 4.                        |
| 2 Semifinali       | 25 settembre | 8 + 8         | Si qualificano le prime 4.                        |
| Finale             | 25 settembre | 8 concorrenti |                                                   |

## Batterie
Sabato 24 settembre 1988.

Si qualificano per il secondo turno le prime 3 classificate di ogni batteria (Q). Vengono ripescati gli 8 migliori tempi fra le escluse (q).

### 1ª Batteria
| Posizione | Corsia | Nome                 | Nazionalità   | Tempo | Note                                     |
| --------- | ------ | -------------------- | ------------- | ----- | ---------------------------------------- |
| 1         | -      | Anelija Vetchrnikova | Bulgaria      | 11"09 | Q                                        |
| 2         | -      | Grace Jackson        | Giamaica      | 11"18 | Q                                        |
| 3         | -      | Paula Dunn           | Gran Bretagna | 11"39 | Q                                        |
| 4         | -      | Yumei Tian           | Cina          | 11"56 | , q                                      |
| 5         | -      | Paraskevi Patoucidou | Grecia        | 11"85 | Miglior prestazione personale stagionale |
| 6         | -      | Melvina Wulah        | Liberia       | 12"16 | Miglior prestazione personale            |
| 7         | -      | Marie Felicite Bada  | Benin         | 12"27 | Miglior prestazione personale            |
| 8         | -      | Farida Kyakutema     | Uganda        | 12"32 |                                          |

### 2ª Batteria
| Posizione | Corsia | Nome            | Nazionalità  | Tempo | Note                          |
| --------- | ------ | --------------- | ------------ | ----- | ----------------------------- |
| 1         | -      | Pauline Davis   | Bahamas      | 11"20 | Q                             |
| 2         | -      | Nelli Cooman    | Paesi Bassi  | 11"22 | Q                             |
| 3         | -      | Marlies Goehr   | Germania Est | 11"22 | Q                             |
| 4         | -      | Jolanta Janota  | Polonia      | 11"71 |                               |
| 5         | -      | Sandra Myers    | Spagna       | 11"86 |                               |
| 6         | -      | Marian Oumezdi  | Marocco      | 11"90 | Miglior prestazione personale |
| 7         | -      | Ivette Bonapart | Suriname     | 12"27 | Miglior prestazione personale |
| 8         | -      | Aminata Diarra  | Mali         | 12"87 | [ 2 ]                         |

### 3ª Batteria
| Posizione | Corsia | Nome                  | Nazionalità      | Tempo | Note |
| --------- | ------ | --------------------- | ---------------- | ----- | ---- |
| 1         | -      | Gwen Torrence         | Stati Uniti      | 11"12 | Q    |
| 2         | -      | Lioudmila Kondratieva | Unione Sovietica | 11"19 | Q    |
| 3         | -      | Laurence Bily         | Francia          | 11"34 | Q    |
| 4         | -      | Amparo Caicedo        | Colombia         | 11"59 | , q  |
| 5         | -      | Marisa Masullo        | Italia           | 11"71 |      |
| 6         | -      | Ewa Pisiewicz         | Polonia          | 11"84 |      |
| 7         | -      | Ka Yi Ng              | Hong Kong        | 12"18 |      |
| 8         | -      | Jabou Jawo            | Gambia           | 12"27 |      |

### 4ª Batteria
| Posizione | Corsia | Nome             | Nazionalità    | Tempo | Note                          |
| --------- | ------ | ---------------- | -------------- | ----- | ----------------------------- |
| 1         | -      | Juliet Cuthbert  | Giamaica       | 11"14 | Q                             |
| 2         | -      | Silke Moeller    | Germania Est   | 11"27 | Q                             |
| 3         | -      | Els Vader        | Paesi Bassi    | 11"38 | Q                             |
| 4         | -      | Sabine Richter   | Germania Ovest | 11"49 | , q                           |
| 5         | -      | Françoise Leroux | Francia        | 11"58 | q                             |
| 6         | -      | Lydia De Vega    | Filippine      | 11"67 |                               |
| 7         | -      | Guilhermina Cruz | Angola         | 12"47 | Miglior prestazione personale |
| 8         | -      | Erin Tierney     | Isole Cook     | 12"52 | Miglior prestazione personale |

### 5ª Batteria
| Posizione | Corsia | Nome                        | Nazionalità      | Tempo | Note |
| --------- | ------ | --------------------------- | ---------------- | ----- | ---- |
| 1         | -      | Evelyn Ashford              | Stati Uniti      | 11"10 | Q    |
| 2         | -      | Marina Jirova               | Unione Sovietica | 11"22 | Q    |
| 3         | -      | Joanna Smolarek             | Polonia          | 11"43 | Q    |
| 4         | -      | Andrea Thomas               | Germania Ovest   | 11"46 | q    |
| 5         | -      | Julie Rocheleau             | Canada           | 11"60 | q    |
| 6         | -      | Gaily Dube                  | Zimbabwe         | 12"07 |      |
| 7         | -      | Claudia Acerenza            | Uruguay          | 12"11 |      |
| 8         | -      | Judith Diankolela-Missengui | Rep. del Congo   | 12"14 |      |

### 6ª Batteria
| Posizione | Corsia | Nome                   | Nazionalità       | Tempo | Note |
| --------- | ------ | ---------------------- | ----------------- | ----- | ---- |
| 1         | -      | Natalia Pomoshchnikova | Unione Sovietica  | 11"11 | Q    |
| 2         | -      | Heike Drechsler        | Germania Est      | 11"15 | Q    |
| 3         | -      | Simmone Jacobs         | Gran Bretagna     | 11"56 | Q    |
| 4         | -      | Angela Williams        | Trinidad e Tobago | 11"62 | q    |
| 5         | -      | Shaomei Liu            | Cina              | 11"66 |      |
| 6         | -      | Lee Young Sook         | Corea del Sud     | 11"74 |      |
| 7         | -      | Joyce Odhiambo         | Kenya             | 11"90 |      |
| 8         | -      | Mariama Ouiminga       | Burkina Faso      | 12"62 |      |

### 7ª Batteria
| Posizione | Corsia | Nome                     | Nazionalità   | Tempo | Note |
| --------- | ------ | ------------------------ | ------------- | ----- | ---- |
| 1         | -      | Florence Griffith Joyner | Stati Uniti   | 10"88 | , Q  |
| 2         | -      | Kerry Johnson            | Australia     | 11"44 | Q    |
| 3         | -      | Angela Bailey            | Canada        | 11"61 | Q    |
| 4         | -      | Patricia Girard          | Francia       | 11"65 |      |
| 5         | -      | Caihua Zhang             | Cina          | 11"84 |      |
| 6         | -      | Gisele Ongollo           | Gabon         | 11"85 |      |
| 7         | -      | Ya-li Chen               | Taipei cinese | 12"16 |      |
| 8         | -      | Evelyn Farrell           | Aruba         | 12"48 |      |

### 8ª Batteria
| Posizione | Corsia | Nome             | Nazionalità    | Tempo | Note |
| --------- | ------ | ---------------- | -------------- | ----- | ---- |
| 1         | -      | Merlene Ottey    | Giamaica       | 11"03 | Q    |
| 2         | -      | Ulrike Sarvari   | Germania Ovest | 11"26 | Q    |
| 3         | -      | Angela Issayenko | Canada         | 11"42 | Q    |
| 4         | -      | Dinah Yankey     | Ghana          | 11"64 | , q  |
| 5         | -      | Rossella Tarolo  | Italia         | 11"86 |      |
| 6         | -      | Helen Miles      | Gran Bretagna  | 11"88 |      |
| 7         | -      | Olivette Daruhi  | Vanuatu        | 13"00 |      |
| 8         | -      | Mala Sakonninhom | Laos           | 15"12 |      |

## Quarti di finale
Sabato 24 settembre 1988.

Si qualificano alle semifinali le prime 4 classificate di ogni serie (Q).

### 1° Quarto
| Posizione | Corsia | Nome             | Nazionalità    | Tempo | Note |
| --------- | ------ | ---------------- | -------------- | ----- | ---- |
| 1         | -      | Heike Drechsler  | Germania Est   | 10"96 | Q    |
| 2         | -      | Merlene Ottey    | Giamaica       | 11"03 | Q    |
| 3         | -      | Ulrike Sarvari   | Germania Ovest | 11"16 | , Q  |
| 4         | -      | Pauline Davis    | Bahamas        | 11"21 | Q    |
| 5         | -      | Angela Bailey    | Canada         | 11"29 |      |
| 6         | -      | Els Vader        | Paesi Bassi    | 11"51 |      |
| 7         | -      | Yumei Tian       | Cina           | 11"55 |      |
| 8         | -      | Françoise Leroux | Francia        | 11"75 |      |

### 2° Quarto
| Posizione | Corsia | Nome                   | Nazionalità       | Tempo | Note                          |
| --------- | ------ | ---------------------- | ----------------- | ----- | ----------------------------- |
| 1         | -      | Evelyn Ashford         | Stati Uniti       | 10"88 | =, Q                          |
| 2         | -      | Natalia Pomoshchnikova | Unione Sovietica  | 10"98 | , Q                           |
| 3         | -      | Marlies Goehr          | Germania Est      | 10"99 | Q                             |
| 4         | -      | Nelli Cooman           | Paesi Bassi       | 11"08 | =, Q                          |
| 5         | -      | Angela Issayenko       | Canada            | 11"27 |                               |
| 6         | -      | Joanna Smolarek        | Polonia           | 11"35 | Miglior prestazione personale |
| 7         | -      | Angela Williams        | Trinidad e Tobago | 11"45 |                               |
| 8         | -      | Amparo Caicedo         | Colombia          | 11"65 |                               |

### 3° Quarto
| Posizione | Corsia | Nome                     | Nazionalità      | Tempo | Note                          |
| --------- | ------ | ------------------------ | ---------------- | ----- | ----------------------------- |
| 1         | -      | Florence Griffith Joyner | Stati Uniti      | 10"62 | , Q                           |
| 2         | -      | Juliet Cuthbert          | Giamaica         | 11"03 | , Q                           |
| 3         | -      | Lioudmila Kondratieva    | Unione Sovietica | 11"05 | Q                             |
| 4         | -      | Silke Moeller            | Germania Est     | 11"10 | Q                             |
| 5         | -      | Simmone Jacobs           | Gran Bretagna    | 11"31 | Miglior prestazione personale |
| 6         | -      | Laurence Bily            | Francia          | 11"35 |                               |
| 7         | -      | Andrea Thomas            | Germania Ovest   | 11"37 |                               |
| 8         | -      | Dinah Yankey             | Ghana            | 11"63 | Miglior prestazione personale |

### 4° Quarto
| Posizione | Corsia | Nome                 | Nazionalità      | Tempo | Note                          |
| --------- | ------ | -------------------- | ---------------- | ----- | ----------------------------- |
| 1         | -      | Anelija Vetchrnikova | Bulgaria         | 10"96 | Q                             |
| 2         | -      | Gwen Torrence        | Stati Uniti      | 10"99 | Q                             |
| 3         | -      | Grace Jackson        | Giamaica         | 11"13 | Q                             |
| 4         | -      | Marina Jirova        | Unione Sovietica | 11"14 | Q                             |
| 5         | -      | Paula Dunn           | Gran Bretagna    | 11"37 |                               |
| 6         | -      | Kerry Johnson        | Australia        | 11"42 | Miglior prestazione personale |
| 7         | -      | Sabine Richter       | Germania Ovest   | 11"59 |                               |
| 8         | -      | Julie Rocheleau      | Canada           | 11"75 |                               |

## Semifinali
Domenica 25 settembre 1988.

Accedono alla finale le prime 4 di ciascuna semifinale (Q). Non ci sono ripescaggi.

### 1ª Semifinale
| Posizione | Corsia | Nome                  | Nazionalità      | Tempo | Note |
| --------- | ------ | --------------------- | ---------------- | ----- | ---- |
| 1         | -      | Evelyn Ashford        | Stati Uniti      | 10"99 | Q    |
| 2         | -      | Anelija Vetchrnikova  | Bulgaria         | 11"00 | Q    |
| 3         | -      | Gwen Torrence         | Stati Uniti      | 11"02 | Q    |
| 4         | -      | Juliet Cuthbert       | Giamaica         | 11"10 | Q    |
| 5         | -      | Silke Moeller         | Germania Est     | 11"12 |      |
| 6         | -      | Marlies Goehr         | Germania Est     | 11"13 |      |
| 7         | -      | Lioudmila Kondratieva | Unione Sovietica | 11"21 |      |
| 8         | -      | Marina Jirova         | Unione Sovietica | 11"24 |      |

### 2ª Semifinale
| Posizione | Corsia | Nome                     | Nazionalità      | Tempo   | Note |
| --------- | ------ | ------------------------ | ---------------- | ------- | ---- |
| 1         | -      | Florence Griffith Joyner | Stati Uniti      | 10"70 w | Q    |
| 2         | -      | Heike Drechsler          | Germania Est     | 10"91 w | Q    |
| 3         | -      | Natalia Pomoshchnikova   | Unione Sovietica | 11"03 w | Q    |
| 4         | -      | Grace Jackson            | Giamaica         | 11"06 w | Q    |
| 5         | -      | Ulrike Sarvari           | Germania Ovest   | 11"12 w |      |
| 6         | -      | Pauline Davis            | Bahamas          | 11"12 w |      |
| 7         | -      | Nelli Cooman             | Paesi Bassi      | 11"13 w |      |
| -         | -      | Merlene Ottey            | Giamaica         | dns     |      |

## Finale
| Record mondiale      | Florence Griffith Joyner | 10"49 | Indianapolis | 16 luglio 1988    |
| Record olimpico      | Florence Griffith Joyner | 10"62 | Seul         | 24 settembre 1988 |
| Capolista stagionale | Florence Griffith Joyner | 10"49 | Indianapolis | 16 luglio 1988    |

Domenica 25 settembre 1988, Stadio olimpico di Seul.
| Pos. | Corsia | Atleta                   | Età | Nazione          | Tempo   | Note |
| ---- | ------ | ------------------------ | --- | ---------------- | ------- | ---- |
|      | 3      | Florence Griffith Joyner | 28  | Stati Uniti      | 10"54 w |      |
|      | 6      | Evelyn Ashford           | 31  | Stati Uniti      | 10"83 w |      |
|      | 5      | Heike Drechsler          | 23  | Germania Est     | 10"85 w |      |
| 4    | 8      | Grace Jackson            | 27  | Giamaica         | 10"97 w |      |
| 5    | 1      | Gwen Torrence            | 23  | Stati Uniti      | 10"97 w |      |
| 6    | 2      | Natalia Pomoshchnikova   | 23  | Unione Sovietica | 11"00 w |      |
| 7    | 7      | Juliet Cuthbert          | 24  | Giamaica         | 11"26 w |      |
| 8    | 4      | Anelija Vetchrnikova     | 26  | Bulgaria         | 11"49 w |      |